# 4542 Mossotti
4542 Mossotti este un asteroid din centura principală, descoperit pe 30 ianuarie 1989 de Oss. San Vittore.